# 木下俊愿
木下 俊愿（きのした としまさ）は、豊後国日出藩第16代（最後）の藩主。位階は正五位。官位は従五位下、大和守。

## 経歴
13代木下俊敦の七男として生まれる。慶応3年（1867年）5月29日、兄の先代俊程の隠居により家督を継いだ。幕末の動乱の中で、藩内では佐幕派と尊皇派に分裂して対立が起こったが、俊愿は藩論を尊皇派にまとめ、戊辰戦争では新政府に与することにした。慶応4年（1868年）1月13日に上洛、16日に参内し、新政府支持の姿勢を示した。明治元年（1868年）9月2日、足守藩主木下利恭とともに新政府に対し、豊国神社造営を申し付けを願う。明治2年（1869年）6月20日、版籍奉還で知藩事となる。その後、藩の行政改革を行なったが、重税を強いたために領民による一揆が起こった。明治4年（1871年）、廃藩置県により日出藩は廃藩となった。
明治13年（1880年）4月15日死去。享年44。墓所は東京都港区の青山霊園1-イ-2-25で、神式で葬られた。
木下家は1884年の華族令により、嗣子の俊哲に子爵が授けられ、華族となった。

## 系譜
父母
- 木下俊敦（実父）
- 木下俊程（養父）

正室
- 綾子[注釈 1] ー 伏原宣諭[注釈 2]の娘

子女
- 木下俊忠（長男）生母は綾子（正室）
- 木下俊哲（次男）生母は綾子（正室）
- 木下俊義
- 柳沢俊信
- 木下恒子 ー 大谷光瑩室
- 木下律子 ー 堀直紹正室